# Rietberg
Rietberg is een stad in de Duitse deelstaat Noordrijn-Westfalen, gelegen in de Kreis Gütersloh. De stad telt 29.432 inwoners (31 december 2020) op een oppervlakte van 110,31 km². Naburige steden zijn onder andere Borgholzhausen, Gütersloh, Rheda-Wiedenbrück en Harsewinkel. Rietberg ligt op 74–93 m hoogte aan de bovenloop van de Eems.

## Stadsindeling
Conform artikel 3 van de gemeentelijke hoofdverordening is de stad Rietberg in de volgende zeven Ortschaften (stadsdelen) onderverdeeld:
| Stadsdeel    | Bevolking 01-01-2016 | Oppervlakte |  |
| Rietberg     | 9.550                | 21,5 km²    |  |
| Mastholte    | 6.431                | 28,0 km²    |  |
| Neuenkirchen | 6.078                | 08,2 km²    |  |
| Bokel        | 1.951                | 10,1 km²    |  |
| Westerwiehe  | 2.456                | 15,0 km²    |  |
| Varensell    | 3.310                | 17,7 km²    |  |
| Druffel      | 1.193                | 09,8 km²    |  |
| Totaal:      | 30.9690              | 110,3 km²0  |  |

## Geschiedenis
De stad, waarvan de naam: burcht in het moerasland (rietland) betekent, was tot in de 18e eeuw hoofdplaats van een zelfstandig Graafschap Rietberg. De graaf resideerde in het even ten zuidoosten van de stad gelegen kasteel Rietberg. In de 19e eeuw werd dit graafschap bij Pruisen en later bij het Duitse Keizerrijk ingelijfd. Het kasteel werd, op een kapel na, afgebroken. Bij de fundamenten werden in 1904 visvijvers (Rietberger Fischteiche) gegraven. Deze ontwikkelden zich tot een ornithologisch waardevol natuurgebied, een zogenaamd wetland. Dit natuurgebied is particulier bezit en niet toegankelijk. Er dichtbij ligt nog een natuurgebied aan de oevers van de Eems.

## Afbeeldingen

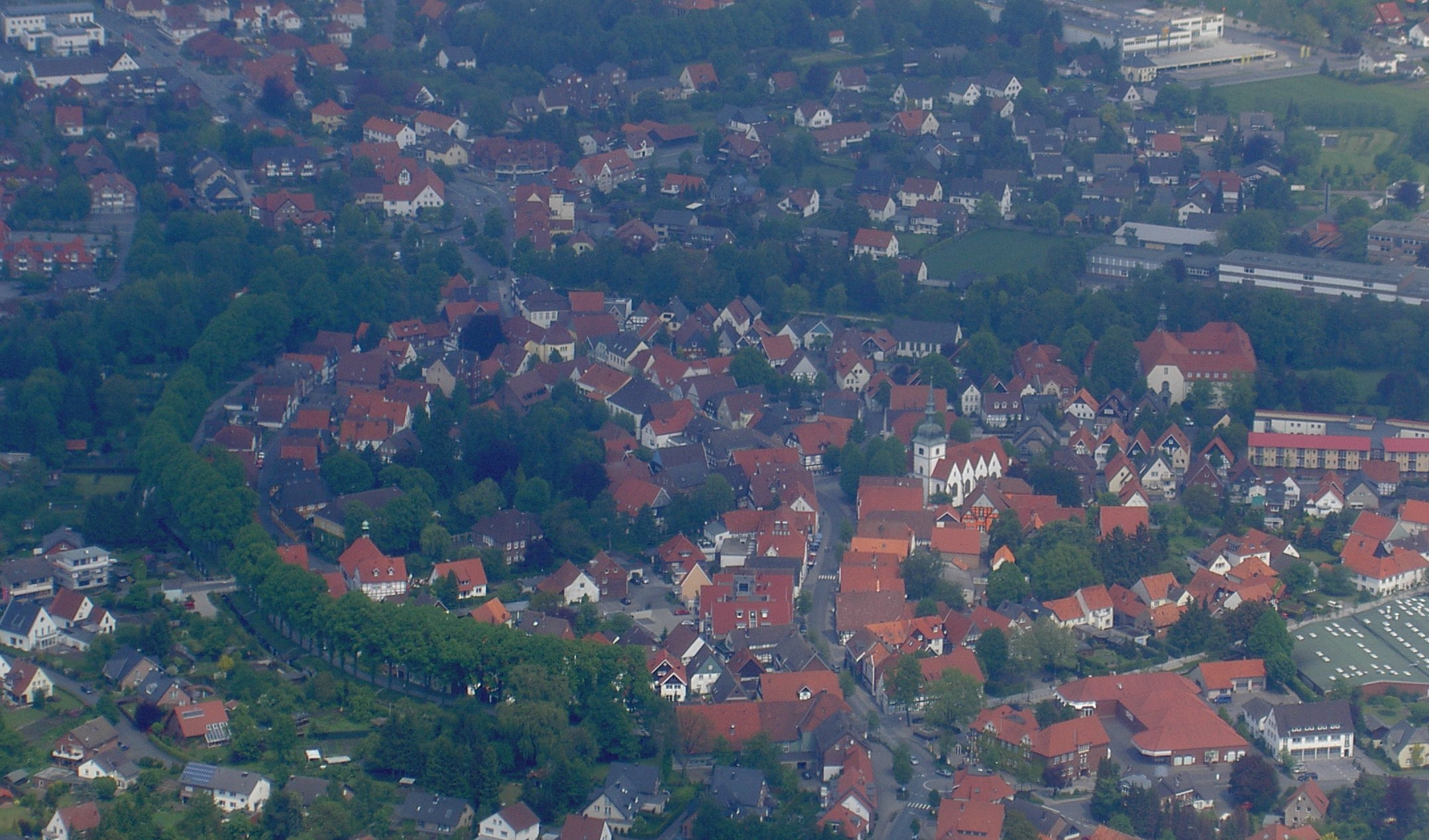
Centrum
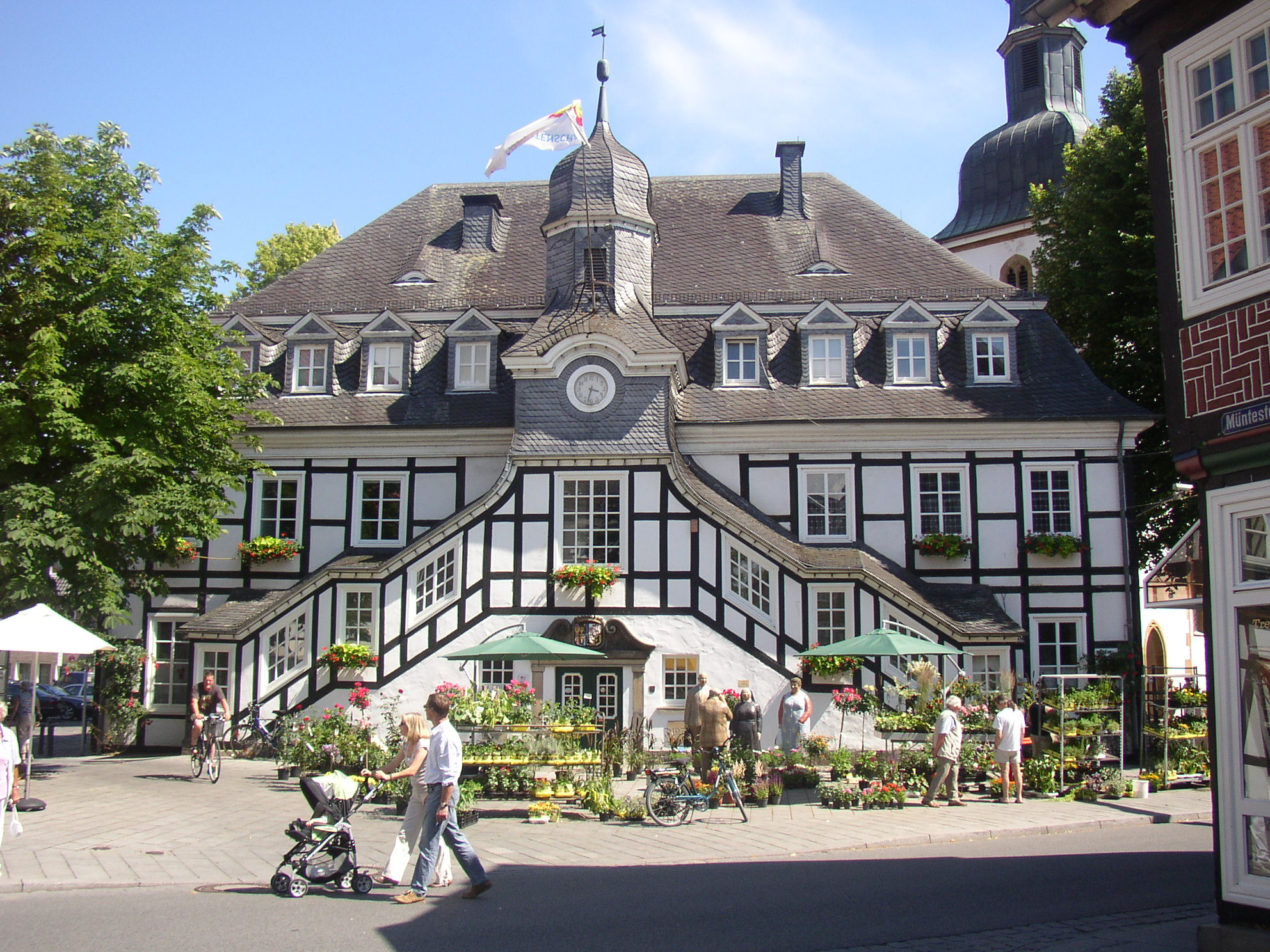
Gemeentehuis

Borgholzhausen · Gütersloh · Halle · Harsewinkel · Herzebrock-Clarholz · Langenberg · Rheda-Wiedenbrück · Rietberg · Schloß Holte-Stukenbrock · Steinhagen · Verl · Versmold · Werther